# アックアック
アックアック（Ack Ack、1966年 - 1990年）とは、アメリカ合衆国の競走馬・種牡馬である。1970年前後に活躍し、種牡馬としても成功、ヒムヤー系存続に貢献した。馬名は高射砲を意味するAck Ackに由来。

## 戦績
1968 - 1969年(2 - 3歳)
2歳時は、10月にベルモントパーク競馬場でデビュー。2戦目で勝ち上がり、3戦1勝、2着2回の戦績で2歳シーズンを終えた。
3歳時は1月17日の一般戦を勝利すると、連闘で出走した翌週の一般戦でアーツアンドレターズ以下に勝利。更にバハマズステークスを制し3連勝で重賞初制覇を飾るが、エヴァーグレーズステークスはアーツアンドレターズに雪辱を果たされ4着に敗れる。4月末に行われたダービートライアルステークスでは1分34秒4のレコードタイムで後続に7馬身差をつけて圧勝するが、陣営の意向によりマイル路線を進む。更にウィザーズステークス、アーリントンクラシックステークスに勝利し、3歳シーズンを終えた。
1970 - 1971年(4 - 5歳)
4歳になったアックアックは、拠点を西海岸に移す。初戦の一般戦こそ4着に敗れるものの、その後4連勝。9月にはダート5.5ハロンの一般戦は、コースレコードの1分02秒2で走破している。
5歳を迎えると円熟期を迎える。パロスヴェルデスハンデキャップこそ2着に敗れるものの、7ハロンのサンカルロスハンデキャップ、8.5ハロンのサンパスカルハンデキャップ、9ハロンのサンアントニオハンデキャップに勝利。そして自身最も長い距離となる10ハロンのサンタアニタハンデキャップではクーガーを下して勝利する。この後も勢いは止まらず、6月には半分近く距離を短縮された5.5ハロンのハリウッドエクスプレスハンデキャップに勝利すると、初の芝レースとなったアメリカンハンデキャップはレコードタイムで勝利。引退レースとなったハリウッドゴールドカップでは自身初となる134ポンド(60.5キログラム)の酷量を背負いながらゴール板を1着通過。距離・芝・ダート不問の活躍を見せ、この年の年度代表馬、最優秀古馬、最優秀スプリンターの3部門を受賞した。

## 引退後
この年を最後に引退すると、その後はクレイボーンファームで種牡馬として供用された。種牡馬としても成功し、ブロードブラッシュ、ユース等の産駒を輩出。約600頭の産駒の内、54頭がステークス競走優勝馬となった。ブロードブラッシュは後に北米リーディングサイアーとなり、当時既に衰退しつつあったピーターパンやブラックトニーの一族に代わってヒムヤー系を代表する勢力になった。また、母の父（ブルードメアサイアー）としても優秀で、95頭のステークス競走優勝馬がいる。
アックアック自身は1990年に死亡、長年種牡馬として供用されたクレイボーンファームに埋葬された。1986年アメリカ競馬殿堂入り。1999年、競馬専門誌であるブラッド・ホース誌による20世紀のアメリカ名馬100選第44位に選出。

### 主な産駒
- ブロードブラッシュ（サンタアニタハンデキャップ、メドウランズカップハンデキャップ、ウッドメモリアル招待ステークス、サバーバンハンデキャップ、北米リーディングサイアー）
- ユース（ジョッケクルブ賞、ワシントンDCインターナショナル、リュパン賞、カナディアンインターナショナル）
- アックズシークレット
- ジョーニーズチーフ（シャンペンステークス）
- ラスカルラスカル（英ダービー馬ベニーザディップの母でサイレンススズカ、ラスカルスズカ兄弟の祖母）

## 競走成績
- 1968年（3戦1勝）
- 1969年（11戦7勝）
  - アーリントンクラシックステークス、ウィザーズステークス
- 1970年（5戦4勝）
  - ロサンゼルスハンデキャップ、オータムデイズハンデキャップ
- 1971年（8戦7勝）
  - ハリウッドゴールドカップハンデキャップステークス、サンカルロスハンデキャップ、サンタアニタハンデキャップ、アメリカンハンデキャップ、サンパスカルハンデキャップ

## 評価

### エクリプス賞
- 1971年 - 年度代表馬部門・最優秀古牡馬部門・最優秀短距離馬部門受賞

### 表彰
- 1986年 - United States Racing Hall of Fame（アメリカ競馬殿堂）に選定される
- 1998年 - チャーチルダウンズ競馬場にアックアックの名を冠した「アックアックハンデキャップ（G3、ダート8ハロン）」が創設される。
- 1999年 - ブラッド・ホース誌の選ぶ20世紀のアメリカ名馬100選において44位に選ばれる
- サンタアニタパーク競馬場にもアックアックの名を冠した「アックアックハンデキャップ」が創設されている。

## 血統表
| アックアックの血統（ヒムヤー系／Sickle5×4=9.38% Plucky Liege5×5=6.25% Sir Gallahad4×5=9.38%（父内）等） | アックアックの血統（ヒムヤー系／Sickle5×4=9.38% Plucky Liege5×5=6.25% Sir Gallahad4×5=9.38%（父内）等） | アックアックの血統（ヒムヤー系／Sickle5×4=9.38% Plucky Liege5×5=6.25% Sir Gallahad4×5=9.38%（父内）等） | （血統表の出典）    | （血統表の出典） |
| 父 Battle Joined 1959 鹿毛                                                                              | 父の父Armageddon 1949 鹿毛                                                                              | Alsab                                                                                                   | Good Goods          | Good Goods       |
| 父 Battle Joined 1959 鹿毛                                                                              | 父の父Armageddon 1949 鹿毛                                                                              | Alsab                                                                                                   | Winds Chant         |                  |
| 父 Battle Joined 1959 鹿毛                                                                              | 父の父Armageddon 1949 鹿毛                                                                              | Fighting Lady                                                                                           | Sir Gallahad        | Sir Gallahad     |
| 父 Battle Joined 1959 鹿毛                                                                              | 父の父Armageddon 1949 鹿毛                                                                              | Fighting Lady                                                                                           | Lady Nicotine       |                  |
| 父 Battle Joined 1959 鹿毛                                                                              | 父の母Ethel Walker 1953 黒鹿毛                                                                          | Revoked                                                                                                 | Blue Larkspur       | Blue Larkspur    |
| 父 Battle Joined 1959 鹿毛                                                                              | 父の母Ethel Walker 1953 黒鹿毛                                                                          | Revoked                                                                                                 | Gala Belle          |                  |
| 父 Battle Joined 1959 鹿毛                                                                              | 父の母Ethel Walker 1953 黒鹿毛                                                                          | Ethel Terry                                                                                             | Reaping Reward      | Reaping Reward   |
| 父 Battle Joined 1959 鹿毛                                                                              | 父の母Ethel Walker 1953 黒鹿毛                                                                          | Ethel Terry                                                                                             | Mary Terry          |                  |
| 母 Fast Turn 1959 鹿毛                                                                                  | 母の父Turn-to 1951 鹿毛                                                                                 | Royal Charger                                                                                           | Nearco              | Nearco           |
| 母 Fast Turn 1959 鹿毛                                                                                  | 母の父Turn-to 1951 鹿毛                                                                                 | Royal Charger                                                                                           | Sun Princess        |                  |
| 母 Fast Turn 1959 鹿毛                                                                                  | 母の父Turn-to 1951 鹿毛                                                                                 | Source Sucree                                                                                           | Admiral Drake       | Admiral Drake    |
| 母 Fast Turn 1959 鹿毛                                                                                  | 母の父Turn-to 1951 鹿毛                                                                                 | Source Sucree                                                                                           | Lavendula           |                  |
| 母 Fast Turn 1959 鹿毛                                                                                  | 母の母Cherokee Rose 1951 黒鹿毛                                                                         | Princequillo                                                                                            | Prince Rose         | Prince Rose      |
| 母 Fast Turn 1959 鹿毛                                                                                  | 母の母Cherokee Rose 1951 黒鹿毛                                                                         | Princequillo                                                                                            | Cosquilla           |                  |
| 母 Fast Turn 1959 鹿毛                                                                                  | 母の母Cherokee Rose 1951 黒鹿毛                                                                         | The Squaw                                                                                               | Sickle              | Sickle           |
| 母 Fast Turn 1959 鹿毛                                                                                  | 母の母Cherokee Rose 1951 黒鹿毛                                                                         | The Squaw                                                                                               | Minnewaska F-No.9-h |                  |